# Joseph Marie Anthony Cordeiro
Joseph Marie Anthony Cordeiro (19 de janeiro de 1918 - 11 de fevereiro de 1994) foi o primeiro cardeal paquistanês.

## Início da vida
Cordeiro foi educado na Escola Superior de São Patrício, Carachi, na Universidade de Bombaim e na Universidade de Oxford.[carece de fontes?] Ele recebeu seu treinamento religioso no Seminário Papal em Cândia, no Seri Lanca, e foi ordenado sacerdote em Carachi, Paquistão, em 24 de agosto de 1946. 

## Carreira
De 1946 a 1948, ele fez trabalho pastoral em Hiderabade e Carachi.[carece de fontes?]
Ele então frequentou a Universidade de Oxford, onde obteve o grau de mestre em artes.[carece de fontes?]
Em 1950, ele foi nomeado vice-diretor da Escola Superior de São Patrício, Carachi.[carece de fontes?] De 1952 ele serviu como diretor da Escola de Gramática São Francisco em Quetta e como reitor do Seminário Menor São Pio X em Quetta. Em 7 de maio de 1958, foi nomeado arcebispo de Carachi, com seu assento na Catedral de São Patrício, em Carachi .
Participou do Concílio Vaticano II (1962-1965), da Primeira Assembleia Ordinária do Sínodo dos Bispos, na Cidade do Vaticano (1967), da Primeira Assembleia Extraordinária do Sínodo dos Bispos, na Cidade do Vaticano (1969) e da Segunda Assembleia Ordinária do Sínodo dos Bispos, também no Vaticano (1971). Foi eleito membro do Conselho da Secretaria Geral do Sínodo dos Bispos (1971).
Ele foi o primeiro cardeal paquistanês, elevado à essa posição em 1973 pelo Papa Paulo VI. Ele participou de ambos os conclaves papais em 1978, chegando a ser mencionado como papável pela Time Magazine após a morte do Papa João Paulo I.
Ele escreveu uma série de artigos para o semanário arquidioceseano Christian Voice, chamado "Lessons of a Lifetime", uma reflexão sobre suas experiências de vida.
De 1958 até sua morte, Cordeiro foi presidente da Conferência dos Bispos Católicos do Paquistão.
Cordeiro morreu no dia 11 de fevereiro de 1994 no Hospital Sagrada Família, em Carachi, devido a complicações de um câncer. Cordeiro foi sucedido pelo arcebispo Simeon Anthony Pereira.[carece de fontes?]

## Honras
Cordeiro foi homenageado pelo seminário Cristo Rei, em Carachi, que realizou o torneio de críquete "Cardeal Cordeiro" para promover as vocações religiosas em 2008.
Em 6 de maio de 2011, o grupo "Os Velhos Patrícios" (ex-alunos da escola de São Patrício) entregou a Medalha de Ouro do Cardeal Joseph Cordeiro ao melhor aluno da seção nível Cambridge A na cerimônia de encerramento do 150º aniversário da escola.
Em 2012, a Escola Superior Cardeal Cordeiro foi nomeado em sua homenagem. A escola está localizada na Paróquia do Bom Pastor, no distrito de Korangi, na cidade de Carachi.
Sua Alma Mater, a Escola Superior de São Patrício, nomeou o seu Auditório como "Cardeal Cordeiro" em sua homenagem no Jubileu de Prata.